# Кентон (Тенеси)
Кентон (енгл. Kenton) град је у америчкој савезној држави Тенеси.

## Демографија
По попису из 2010. године број становника је 1.281, што је 25 (-1,9%) становника мање него 2000. године.
| Група             | 2000.         | 2010.         |
| Белци             | 1.089 (83,4%) | 1.027 (80,2%) |
| Афроамериканци    | 188 (14,4%)   | 206 (16,1%)   |
| Азијати           | 0 (0,0%)      | 7 (0,5%)      |
| Хиспаноамериканци | 25 (1,9%)     | 28 (2,2%)     |
| Укупно            | 1.306         | 1.281         |